# 1919 год в театре
1919 год в театре

## Знаменательные события
- В Киеве спектаклями «Балаганное представление четырёх клоунов» и «Царь Максимилиан» дебютировал, как театральный режиссёр, в будущем известный кинорежиссёр и сценарист Г. М. Козинцев.
- 15 февраля в Петрограде спектаклем «Дон Карлос» был открыт новый театр, впоследствии Большой драматический театр им. М. Горького, ныне — Российский государственный академический Большой драматический театр имени Г. А. Товстоногова.

## Персоналии

### Родились
- 10 февраля — Александр Володин, советский и российский драматург.
- 16 февраля — Наталия Роллечек, польская детская писательница и драматург (ум. 2019).
- 26 февраля — Алла Яковлевна Шелест, советская балерина, народная артистка РСФСР, лауреат государственных премий СССР.
- 8 марта — Амина Умурзакова, советская и казахская актриса театра и кино, народная артистка СССР.
- 11 марта — Кира Николаевна Головко, народная артистка РСФСР, педагог Школы-студии МХАТ.
- 13 марта — Ирина Михайловна Баронова, балерина, балетный педагог.
- 30 марта — Борис Гаврилович Голубовский, режиссёр театра, театральный педагог.
- 18 мая — Марго Фонтейн, урождённая Маргарет Хукем, прима-балерина лондонского Королевского балета, партнёрша Рудольфа Нуреева.
- 8 сентября — Людмила Целиковская, советская актриса театра и кино.
- 5 октября — Дональд Плезенс, английский актёр театра, кино и телевидения.
- 20 октября — Авенир Зак, советский драматург.
- 19 декабря — Андрей Алексеевич Петров, советский актёр театра и кино, народный артист РСФСР (1970).

### Скончались
- 17 марта — Генрих Лефлер, австрийский художник и театральный декоратор, главный художник Венской оперы с 1900 по 1903 год.
- 8 июля — Наталия Роллечек, польская детская писательница и драматург (ум. 2019).
- 14 декабря  — венгерский историк театра Йожеф Байер.